# Helios Airways Flight 522
Helios Airways Flight 522 var ett Helios Airways Boeing 737-31S med 115 passagerare och 6 besättningsmän ombord som havererade i Grammatikos, strax norr om Greklands huvudstad Aten den 14 augusti 2005 kl 12.03.

## Händelseförlopp
Flygolyckan berodde enligt den officiella rapporten på att trycket i kabinen sjönk under stigning, på grund av att automatiken för systemet för att upprätthålla kabintrycket ("tryckkabinen") var avaktiverad.
Vid föregående flygtur hade problem rapporterats med bristande täthet hos en av planets dörrar. För att undersöka och åtgärda detta problem genomfördes under stoppet på flygplatsen ett test med trycksättning av kabinen, vilket krävde att automatiken för systemet att upprätthålla kabintrycket avaktiverades. Efter genomfört test blev systemet av misstag ej återaktiverat, något som även bekräftades av det faktum att man efter haveriet hittade panelen med reglaget i manuellt läge.
Piloterna hade uppenbarligen missat detta under sin genomgång och detta orsakade att alla ombord, utom en flygvärd, förlorade medvetandet. De flesta var dock troligtvis vid liv, dock bortom räddning, vid tiden för haveriet. Händelsen belyser den korta tid en människa har möjlighet att göra rationella åtgärder vid en snabb minskning av tryck- eller syresättning, så kallad "Time of Useful Consciousness", TUC.
Medan planet cirklade ovanför Aten, där det hade gått in i ett förprogrammerat vänteläge, kunde grekiska stridspiloter bekräfta att de såg en man vid spakarna, och senare peka ut mannen som en av flygvärdarna, Andreas Prodromou. Till slut fick planet slut på bränsle i vänster motor och började kränga kraftigt, bara för att en stund senare kollidera mot ett berg.
Flygplanet var på väg från Larnaca till Prag. Flygplanet skulle mellanlanda i Aten. Planets svarta låda återfanns och haverikommissionen slutförde sitt arbete i november 2006. 
Cypern utlyste tre sorgedagar efter flyghaveriet.

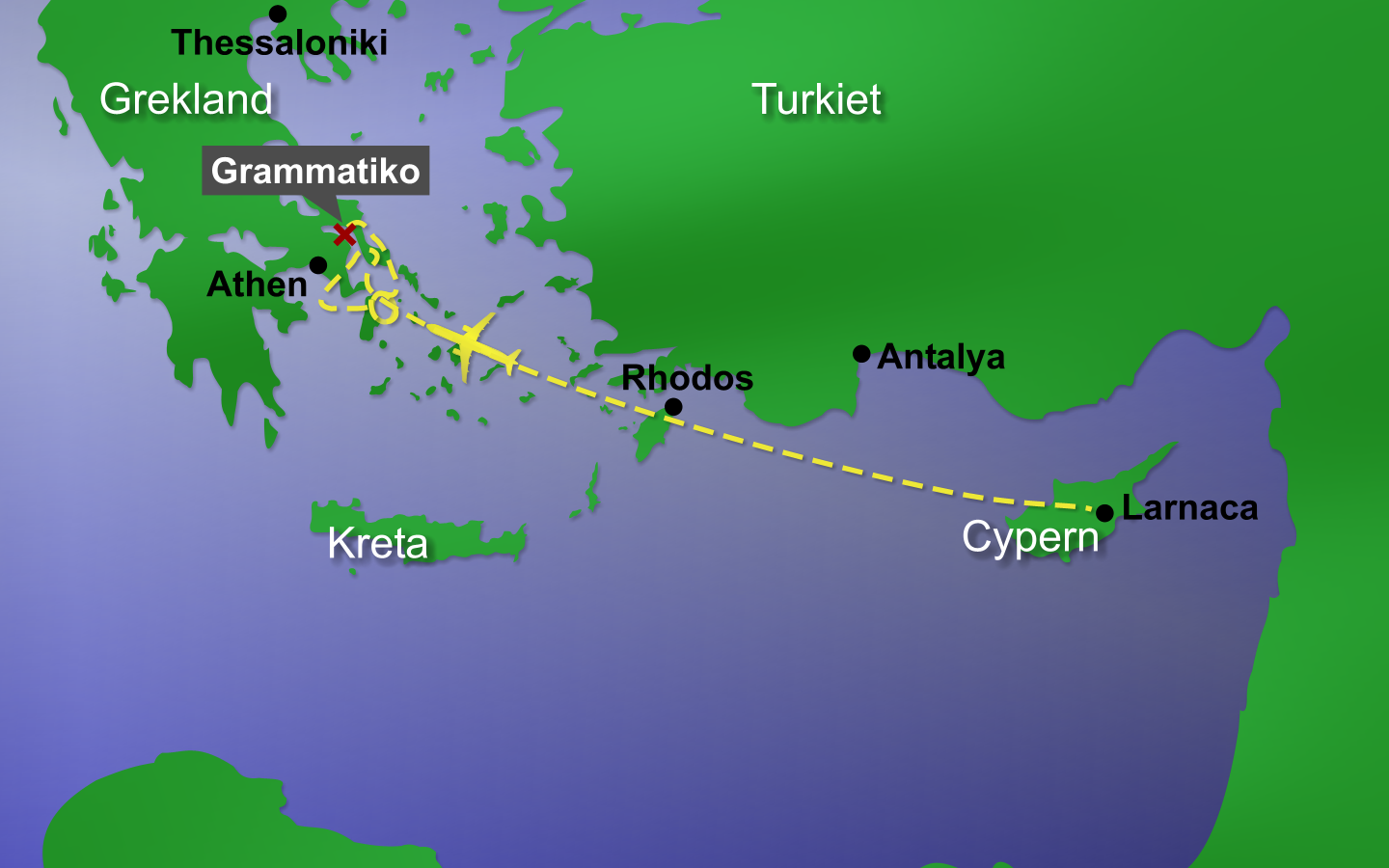
Flight 522:s flygväg.